# پردازش سیگنال پیوسته
پردازش سیگنال‌های پیوستهبه پردازش سیگنالی گفته می‌شود که بر روی سیگنال آنالوگ و به واسطه ابزار آنالوگ انجام شود. 

## ابزار مورد استفاده در پردازش سیگنال‌های پیوسته

### کانولوشن
کانولوشن یک مفهوم اساسی در پردازش سیگنال است و بیان می‌کند که یک سیگنال ورودی را می توان با تابع سیستم ترکیب کرد تا سیگنال خروجی را بدست آوریم. این مفهوم برابر است با حاصلضرب دو شکل موج که یکی معکوس شده و بر روی دیگری منتقل می کند. برای سیستم خطی تغییرناپذیر با زمان، پاسخ سیستمی با پاسخ فرکانسی {\displaystyle h(t)} به ورودی {\displaystyle x(t)} برابر است با:
{\displaystyle y(t)=(x*h)(t)=\int _{a}^{b}x(\tau )h(t-\tau )\,d\tau }
این انتگرال، انتگرال کانولوشن خوانده می‌شود و معمولاً ∞- = a و ∞+ = b را در نظر می گیرند. 
دو شکل موج f و g را در نظر بگیرید. با محاسبه کانولوشن، می توانیم مشخص کنیم که تا چه حد باید تابع معکوس g را بر روی محور x منتقل کرد تا با تابع f یکی شود. تابع کانلوشن اصولاً تابع g را بر روی محور معکوس کرده و می لغزاند، و انتگرال حاصلضرب این دو تابع (یعنی f و معکوس g) را برای هر مقدار انتقال توابع بر روی هم محاسبه می کند. وقتی که دو تابع به اندازه کافی روی هم قرار بگیرند، مقدار (f*g) بیشینه می شود. این مسئله از این جهت اتفاق میافتد که قسمت‌های مثبت (قله ها) یا قسمت‌های منفی (فرودها) ضرب می شوند، در محاسبات انتگرال وارد می شوند.

## تبدیل فوریه
تبدیل فوریه سیگنال‌های زمانی را به حوزه فرکانس می‌برد. 
{\displaystyle X(j\omega )=\int _{-\infty }^{\infty }x(t)e^{-j\omega t}\,dt}

## تبدیل لاپلاس
تبدیل لاپلاس حالت کلی تبدیل فوریه می‌باشد. یعنی تبدیل لاپلاس سیگنال زمانی را به صفحه مختلط می‌برد در حالی که تبدیل فوریه تنها سیگنال را بر خط {\displaystyle j\omega } نگاشت می‌کند.
{\displaystyle X(s)=\int _{-\infty }^{\infty }x(t)e^{-st}\,dt}

## منبع
Discrete Time Signal Processing, A.V. Oppenheim, R.W. Schafer, J.R. Buck, 2nd Edition, Prentice Hall, ISBN 0-13-754920-2, 1998.